# Corinne Hoex
Corinne Hoex, née le 13 juillet 1946 à Uccle (Belgique), est un écrivaine et poète belge vivant à Bruxelles. Elle est membre de l'Académie Royale de Langue et de Littérature françaises de Belgique depuis 2017. Son style, salué pour sa lucidité et son humour noir, mêle souvent fantaisie, satire et lyrisme.

## Biographie
Licenciée en Histoire de l'art et archéologie de l'Université Libre de Bruxelles, elle a travaillé comme enseignante, chargée de recherche et documentaliste, notamment dans le domaine des arts et traditions populaires.  
Depuis 2001, elle se consacre à l'écriture de fictions. Elle a publié principalement des romans, des nouvelles, de la poésie et des livres d'artiste, souvent réalisés en collaboration avec des plasticiens et graveurs. 
Elle est membre, depuis le 29 avril 2017, de l'Académie royale de langue et de littérature françaises de Belgique, où elle a succédé à Françoise Mallet-Joris.
En 2024, elle remportait le Prix International Rotary-Pen Club 2024 de la langue française pour l'ensemble de son œuvre en prose, à l'occasion du roman Les reines du Bal, Grasset.

## Romans et prose
- 2001 : Le Grand Menu, roman, L'Olivier,   (ISBN 2-87929-282-4).
- 2008 : Ma robe n’est pas froissée, roman, Les Impressions nouvelles,  (ISBN 978-2-87449-040-8).
- 2010 : Décidément je t’assassine, roman, Les Impressions nouvelles,  (ISBN 978-2-87449-089-7).
- 2010 : Le Grand Menu, roman, réédition, Les Impressions nouvelles.
- 2012 : Le Ravissement des femmes, roman, Grasset,  (ISBN 978-2-246-79480-6)
- 2014 : Décollations, fantaisie en prose, L'Âge d'Homme,  (ISBN 9782825143780).
- 2015 : Valets de nuit, roman, Les Impressions Nouvelles.
- 2015 : Pas grave, nouvelle, Fédération Wallonie-Bruxelles.
- 2017 : Le Grand Menu, roman, réédition, Espace Nord (postface de Nathalie Gillain).
- 2023 : Nos princes charmants, Les impressions Nouvelles
- 2024 : Les Reines du Bal, Grasset (ISBN 978-2-246-83834-0)[4]

## Poésie
- 2002 : Cendres, Esperluète (encres de Bernard Villers) (ISBN 2-930223-32-4).
- 2009 : Contre Jour, Le Cormier (vignettes de Frank Vantournhout).
- 2009 : La Nuit, la mer, Didier Devillez (encres de Camille De Taeye).
- 2011 : Juin, Le Cormier.
- 2011 : N.Y., La Margeride (variations typographiques de Robert Lobet).
- 2012 : Rouge au bord du fleuve, Bruno Doucey.
- 2012 : Le Murmure de la terre, La Margeride (gravures sur bois de Robert Lobet).
- 2012 : L’Autre Côté de l’ombre, Tétras Lyre (fusains d'Alexandre Hollan).
- 2013 : Celles d'avant, Le Cormier.
- 2013 : Matin, La Margeride (encres de Robert Lobet).
- 2015 : Jadis vivait ici, L'Âge d'Homme.
- 2015 : Oripeaux, La Margeride (estampes de Robert Lobet).
- 2015 : Les Mots arrachés, Tétras Lyre (gravures de Véronique Goossens).
- 2016 : L'Été de la rainette, Le Cormier (vignette de Kikie Crêvecœur).
- 2016 : Tango, Esperluète (gravures de Martine Souren).
- 2017 : Leçons de Ténèbres, Le Cormier (gravure de Véronique Goossens).
- 2017 : Le Feu, La Margeride (sérigraphies de Robert Lobet).
- 2018 : Elles viennent dans la nuit, Esperluète (estampes de Kikie Crêvecœur).
- 2019 : Et surtout j'étais blonde, Tétras Lyre (gravures de Marie Boralevi).
- 2020 : Les Ombres, La Margeride (dessins de Robert Lobet).
- 2020 : Uzès ou nulle part, Le Cormier.
- 2023: L'ombre de toi-même, Tétras Lyre (photos de l'autrice)

## Distinctions
- Prix Littéraire 2001 des Amis des Bibliothèques de la Ville de Bruxelles pour Le Grand Menu.
- Prix Littéraire Soroptimist 2002 de la Romancière Francophone pour Le Grand Menu.
- Prix Indications du Jeune Critique 2008 pour Ma Robe n'est pas froissée .
- Prix Emma Martin 2008 de l’Association des Écrivains Belges de Langue Française pour Ma Robe n'est pas froissée.
- Prix Gauchez-Philippot 2010 pour Ma Robe n'est pas froissée .
- Prix Marcel Thiry 2010 pour Décidément je t'assassine.
- Prix Delaby-Mourmaux 2010 de l’Association des Écrivains Belges de Langue Française pour Contre Jour.
- Prix Félix Denayer 2013 de l'Académie Royale de Langue et de Littérature Françaises de Belgique pour l'ensemble de son œuvre et plus particulièrement pour Le Ravissement des femmes.
- Prix International Rotary-Pen Club 2024 de la langue française[3]

## Œuvres traduites
- 2010 : Cendres, traduction ukrainienne par Ivan Riabtchii, Slovo Prosvity, n°22, juin 2010.
- 2011 : Contre Jour, traduction bulgare par Krassimir Kavaldjiev, revue Panorama, Éditions de l'Union des traducteurs bulgares, n°5, 2011.
- 2012 : Cendres, traduction bulgare par Krassimir Kavaldjiev, Biblioskop, 2012.
- 2013 : Pas grave dans Écrivains francophones de Belgique, numéro spécial de la revue Panorama, dirigé par Krassimir Kavaldjiev, traduction bulgare par Todorka Mineva, Bulgarie, 2013.
- 2013 : L’Autre Côté de l’ombre, traduction ukrainienne par Ivan Riabtchii, préface par Ivan Riabtchii et Dmytro Tchystiak, Mova ta istoriya (almanach), Kyiv, 2013.
- 2014 : Ma robe n’est pas froissée, traduction bulgare par Todorka Mineva, Éditions Altera, 2014.
- 2015 : Le Grand Menu, traduction bulgare par Todorka Mineva, Éditions SONM, Collection Se souvenir au féminin, 2015.
- 2016 : Leçons de ténèbres,  traduction néerlandaise par Katelijne De Vuyst, dans The Space between the Notes, de la musique et des mots, schrijvers over muziek, Bruxelles, Bozar books.
- 2017 : Pas grave, traduction anglaise par Eriks Uskalis, dans Lisez-vous le belge ?, Fédération Wallonie-Bruxelles.
- 2017 : Pas grave, traduction allemande par Frank Weigand, dans Lisez-vous le belge ?, Fédération Wallonie-Bruxelles.
- 2020 : Gentlemen Callers, traduction anglaise (US) de Valets de nuit par Caitlin O’Neil, revue Asymptote, janvier 2020.
- 2022 : Ma robe n'est pas froissée (2008), traduction vers le portugais du Brésil par Gabriela Porto Alegre et Kelley Duarte, éditions Bestiário à Porto Alegre, juillet 2022.

## Livres d'artistes
- 2008 : La Mer, la nuit, Éditions Æncrages (aquarelles de Colette Deblé).
- 2009 : Les Nageuses, Cahiers de Peauésie de l’Adour (aquarelles de Colette Deblé).
- 2013 à 2019 : une vingtaine de Livres pauvres réalisés notamment avec Roger Dewint, ainsi qu'avec Jacques Jauniaux et Jacques Riby.
- 2017 : La Tulipe jaune, coffret réalisé par la classe de gravure de Kikie Crêvecœur, Académie des Beaux-Arts de Watermael-Boitsfort à seulement 40 exemplaires numérotés et signés.
- 2018 : Le Platane (gravures de Dominique Héraud).
- 2020 : La Menthe (gravures de Dominique Héraud).

## Œuvres cinématographiques et musicales
- 2003 : Perspective, texte du court métrage DV réal. Kris Carlier, 23 min.
- 2006 : Cendres, livret de la composition pour chœur à deux voix mixtes, de Michel Fourgon, créée en 2006 par l’Ensemble vocal Mnémosyne (dir. Paul Delbeuck), 1 min 59 s.
- 2007 : En décalage, textes du DVD réal. par Annick Blavier, Éditions La Trame, 2007.
- 2011 : Le Tracé s’envole, livret de la composition pour chœur et orchestre de Michel Fourgon, commandée par l’Orchestre Philharmonique de Liège, dans le cadre de son cinquantième anniversaire, et créée à Liège (Salle Philharmonique) le 10 juin 2011 par L’Orchestre Philharmonique de Liège (dir. Pascal Rophé) et le Chœur de Chambre de Namur (dir. Leonardo Garcia Alarcon), 15 min 08 s.
- 2014 : Le Tracé s’envole, CD Michel Fourgon, Filigranes, Cypres Records.
- 2016 : Liège de mon enfance, livret de la composition musicale pour mezzo-soprano de Delphine Derochette, chantée à Liège, au Musée Curtius, le 16 septembre 2016 dans le cadre d’un concert en hommage à Jacques Izoard.
- 2017 : Marguerite et Jeanne, texte consacré au tableau de Théo Van Rysselberghe, Les Sœurs du peintre Schlobach, pour le film de Claude François, Le Pavillon des Douze.

## Ouvrages collectifs
- 2001 : Quatorze portraits d’horizon, Belgacom (photos de Jean-Dominique Burton).
- 2002 : Compartiment auteurs, SNCB-Foire du Livre de Bruxelles.
- 2003 : Équivalences. Éros dans le texte, ISTI.
- 2003 : Frontière, Éditions La Trame.
- 2004 : Démocratie, j’écris ton nom, Éditions Couleur Livres.
- 2005 : Souvenirs de La Moutte, ACEMI.
- 2006 : La Visite est terminée, Éditions La Trame.
- 2007 : Dialogue et croissance, SNCB, Rapport annuel.
- 2008 : Compartiment auteurs, SNCB-Foire du Livre de Bruxelles.
- 2010 : Écrivains du monde pour Haïti, Éditions du Banc d'Arguin.
- 2010 : ULB, une fiction vivante, ULB.
- 2010 : Bruxelles/Moscou, Meet, n°14, novembre 2010.
- 2011 : Le monde appartient aux femmes, épisodes 2 et 7, Bela, février 2011.
- 2011 : Dis-moi dix mots qui nous relient, Semaine de la langue française et de la Francophonie, mars 2011.
- 2011 : Chantiers, Centre culturel du Brabant wallon, automne 2011.
- 2012 : Métissage, Anthologie de l’Arbre à paroles.
- 2012 : Petites musiques de nuit, Le Grand Miroir, La Renaissance du livre.
- 2012 : Bords de mondes. Martine Cornil, Maelström.
- 2013 : Ma deuxième langue, Les Feuillets de corde, n°12, octobre-décembre 2013.
- 2013 : Jacques Stephen Alexis, Intersections, n°1, coédition CEC et Indications, numéro spécial.
- 2013 : Momento Nudo, Anthologie de l’Arbre à paroles.
- 2014 : Au cœur des arts, Anthologie du Printemps des Poètes.
- 2014 : Un jour une librairie. Les Licornes obliques, La Licorne.
- 2015 : La Poésie française de Belgique. Une lecture parmi d’autres, anthologie par Yves Namur, Recours au poème.
- 2016 : The Space between the Notes, de la musique et des mots, schrijvers over muziek, Bozar books.
- 2016 : 31 poèmes pour Jacques Izoard, Éditions Boumboumtralala.
- 2017 : Roger Dewint, Actuel. L’estampe contemporaine, Collection Monomono, Éditions K1L.
- 2017 : Onze poèmes pour fêter Ulenspiegel, Fédération Wallonie-Bruxelles.
- 2017 : Lisez-vous le belge ?, Fédération Wallonie-Bruxelles.
- 2018 : 28 plumes et un pinceau. Voyage en pays végétal, avec des aquarelles de Pierre Zanzucchi, La Feuille de Thé.
- 2018 : Tétras Lyre 1988-2018- L’anthologie, Tétras Lyre.
- 2019 : Écrivains francophones de Belgique, dossier dirigé par Yves Namur, Siècle 21, n°34, été 2019.
- 2020 : Fleurs de funérailles, poèmes réunis par Carl Norac, Poète National de Belgique.

## Textes littéraires en revues
- Depuis 1996, nombreux textes en revues, principalement dans Marginales, ainsi que dans la Revue de l'Université de Bruxelles, Bon à Tirer, Souffles, Nos Lettres, Les Feuillets de corde, Vu d'ici, Meet, La Semaine médicale, Sources, Le Non-Dit, Traversées, Cahiers Simenon, Gaël, Ah !, Corps à corps, Les Eaux vives, Revue Générale.

## Publications scientifiques
- Saint Monon. Vie. Culte. Iconographie, Éditions Vaillant-Carmanne, Liège, 1972 (Enquêtes du Musée de la Vie Wallonne, Tome XIII).
- Enquête sur le culte et l’iconographie de sainte Brigide d’Irlande en Wallonie, Document de Travail du Centre d’Etude des Arts, Traditions et Parlers Populaires, Institut de Sociologie de l’Université Libre de Bruxelles, 1973.
- Les Pèlerinages de sainte Brigide en Wallonie. Analyse systématique, Document de Travail du Centre d’Etude des Arts, Traditions et Parlers populaires, Institut de Sociologie de l’Université Libre de Bruxelles, 1973.
- Saint Walhère. Culte. Vie. Iconographie, Éditions Duculot, Collection Wallonie, Art et Histoire, Gembloux, 1974.
- Nombreux articles sur les arts et traditions populaires publiés en revues, notamment dans L’Ethnie Française, revue de la Fondation Charles Plisnier, de 1974 à 1980.